# Marcelo Tejera
Marcos Marcelo Tejera Battagliesi (Montevideo, 6 agosto 1973) è un ex calciatore uruguaiano, di ruolo centrocampista.

## Carriera

### Club
Nella stagione 1992-1993 ha giocato nel Cagliari collezionando solo 5 presenze. Dal 1996 al 2000 ha invece militato nelle categorie minori spagnole con la maglia del Logroñés. Nel 2005 ritenta l'avventura europea col Southampton ma non colleziona alcuna presenza. Conclude la carriera nel Liverpool Montevideo, ma -tra le altre-ha vestito anche le maglie di: Defensor Sporting, Peñarol Montevideo, Nacional e Boca Juniors.

### Nazionale
Vanta anche 6 presenze con la nazionale del suo paese.

## Statistiche

### Cronologia presenze e reti in nazionale
| Cronologia completa delle presenze e delle reti in nazionale ― Uruguay | Cronologia completa delle presenze e delle reti in nazionale ― Uruguay | Cronologia completa delle presenze e delle reti in nazionale ― Uruguay | Cronologia completa delle presenze e delle reti in nazionale ― Uruguay | Cronologia completa delle presenze e delle reti in nazionale ― Uruguay | Cronologia completa delle presenze e delle reti in nazionale ― Uruguay | Cronologia completa delle presenze e delle reti in nazionale ― Uruguay | Cronologia completa delle presenze e delle reti in nazionale ― Uruguay |
| Data                                                                   | Città                                                                  | In casa                                                                | Risultato                                                              | Ospiti                                                                 | Competizione                                                           | Reti                                                                   | Note                                                                   |
| ---------------------------------------------------------------------- | ---------------------------------------------------------------------- | ---------------------------------------------------------------------- | ---------------------------------------------------------------------- | ---------------------------------------------------------------------- | ---------------------------------------------------------------------- | ---------------------------------------------------------------------- | ---------------------------------------------------------------------- |
| 20-11-1991                                                             | Boca del Río                                                           | Messico                                                                | 1 – 1                                                                  | Uruguay                                                                | Amichevole                                                             | -                                                                      | 75’                                                                    |
| 22-3-1995                                                              | Medellín                                                               | Colombia                                                               | 2 – 1                                                                  | Uruguay                                                                | Amichevole                                                             | -                                                                      | 46’                                                                    |
| 25-3-1995                                                              | Dallas                                                                 | Stati Uniti                                                            | 2 – 2                                                                  | Uruguay                                                                | Amichevole                                                             | -                                                                      | 64’                                                                    |
| 31-3-1995                                                              | Belgrado                                                               | Jugoslavia                                                             | 1 – 0                                                                  | Uruguay                                                                | Amichevole                                                             | -                                                                      | 62’                                                                    |
| 5-4-1995                                                               | Montevideo                                                             | Uruguay                                                                | 1 – 0                                                                  | Perù                                                                   | Amichevole                                                             | -                                                                      | 59’                                                                    |
| 17-8-2005                                                              | Gijón                                                                  | Spagna                                                                 | 2 – 0                                                                  | Uruguay                                                                | Amichevole                                                             | -                                                                      | 67’                                                                    |
| Totale                                                                 |                                                                        | Presenze                                                               | 6                                                                      |                                                                        | Reti                                                                   | 0                                                                      |                                                                        |

| Cronologia completa delle presenze e delle reti in nazionale ― Uruguay under 20 | Cronologia completa delle presenze e delle reti in nazionale ― Uruguay under 20 | Cronologia completa delle presenze e delle reti in nazionale ― Uruguay under 20 | Cronologia completa delle presenze e delle reti in nazionale ― Uruguay under 20 | Cronologia completa delle presenze e delle reti in nazionale ― Uruguay under 20 | Cronologia completa delle presenze e delle reti in nazionale ― Uruguay under 20 | Cronologia completa delle presenze e delle reti in nazionale ― Uruguay under 20 | Cronologia completa delle presenze e delle reti in nazionale ― Uruguay under 20 |
| Data                                                                            | Città                                                                           | In casa                                                                         | Risultato                                                                       | Ospiti                                                                          | Competizione                                                                    | Reti                                                                            | Note                                                                            |
| ------------------------------------------------------------------------------- | ------------------------------------------------------------------------------- | ------------------------------------------------------------------------------- | ------------------------------------------------------------------------------- | ------------------------------------------------------------------------------- | ------------------------------------------------------------------------------- | ------------------------------------------------------------------------------- | ------------------------------------------------------------------------------- |
| 16-6-1991                                                                       | Faro                                                                            | Siria under 20                                                                  | 1 – 0                                                                           | Uruguay under 20                                                                | Mondiali Under-20 1991 - 1º turno                                               | -                                                                               | 65’                                                                             |
| 20-6-1991                                                                       | Faro                                                                            | Inghilterra under 20                                                            | 0 – 0                                                                           | Uruguay under 20                                                                | Mondiali Under-20 1991 - 1º turno                                               | -                                                                               |                                                                                 |
| Totale                                                                          |                                                                                 | Presenze                                                                        | 2                                                                               |                                                                                 | Reti                                                                            | 0                                                                               |                                                                                 |